# Tatjana Igorewna Prosorowa
Tatjana Igorewna Prosorowa (russisch Татьяна Игоревна Прозорова, englische Schreibweise Tatiana Prozorova; * 10. Oktober 2003) ist eine russische Tennisspielerin.

## Karriere
Prosorowa begann mit vier Jahren mit dem Tennisspielen. Sie spielt hauptsächlich Turniere auf der ITF Women’s World Tennis Tour, bei denen sie bislang sieben Einzel- und einen Doppeltitel gewinnen konnte.
2023 erreichte sie Ende Mai über die Qualifikation, wo sie Yasmine Kabbaj und Francesca Di Lorenzo schlug, das Hauptfeld des Grand Prix SAR La Princesse Lalla Meryem, ihrem ersten Turnier auf der WTA Tour. In der ersten Runde des Hauptfeldes verlor sie dann gegen Tatjana Maria mit 5:7, 7:65 und 0:6.

## Turniersiege

### Einzel
| Nr. | Datum             | Turnier   | Kategorie | Belag     | Finalgegnerin          | Ergebnis       |
| --- | ----------------- | --------- | --------- | --------- | ---------------------- | -------------- |
| 1.  | 1. Mai 2022       | Shymkent  | ITF W15   | Sand      | Schibek Qulambajewa    | 6:2, 6:4       |
| 2.  | 29. Mai 2022      | Antalya   | ITF W15   | Sand      | Federica Bilardo       | 7:64, 7:5      |
| 3.  | 18. Juni 2023     | Madrid    | ITF W60   | Hartplatz | Marta Soriano Santiago | 6:3, 6:1       |
| 4.  | 28. Juli 2024     | Astana    | ITF W35   | Hartplatz | Alexandra Schubladse   | 7:5, 65:7, 6:1 |
| 5.  | 8. September 2024 | Incheon   | ITF W100  | Hartplatz | Gao Xinyu              | 6:3, 6:0       |
| 6.  | 19. Januar 2025   | Neu-Delhi | ITF W50   | Hartplatz | Panna Udvardy          | 4:6, 7:66, 6:4 |
| 7.  | 1. Februar 2025   | Pune      | ITF W75   | Hartplatz | Léolia Jeanjean        | 4:6, 7:5, 6:3  |

### Doppel
| Nr. | Datum            | Turnier | Kategorie | Belag     | Partnerin          | Finalgegnerinnen                   | Ergebnis |
| --- | ---------------- | ------- | --------- | --------- | ------------------ | ---------------------------------- | -------- |
| 1.  | 21. Oktober 2023 | Macon   | ITF W80   | Hartplatz | Jana Kaladsinskaja | Sofia Sewing Anastassija Tichonowa | 6:3, 6:2 |